# Visit Chaicharoen
Visit Chaicharoen, conosciuto anche come Visit Chivacharern (in thailandese วิสิตย์ ชัยเจริญ; 1933), è un ex cestista thailandese.

## Carriera
Con Thailandia ha disputato i Giochi olimpici di Melbourne 1956.